# Badou
Badou è una piccola e importante citta della regione degli Altopiani nel Togo. È il capoluogo della prefettura di Wawa. Si trova ai piedi dell'altopiano di Akposso nella pianura del Litimè. La citta è il principale mercato di questa regione frontaliera specializzata nella produzione del cacao. In passato semplice posto amministrativo, Badou è stata elevata al rango di capoluogo di prefettura solo nel 1974.
Badou è allo stesso tempo la città più popolata, il mercato più grande e il centro per la raccolta del cacao e la ridistribuzione dei prodotti manifatturieri. La citta svolge un ruolo economico di primo piano a livello locale.
La presenza delle uniche scuole superiori e ospedali in quest'area caratterizzata dalla mono produzione di cacao, rafforza ulteriormente i molteplici rapporti economici, amministrativi e socio-culturali tra questo centro e il suo entroterra, in un contesto di isolamento geografico, essendo la pianura del Litimè  separata dalla resto del Togo dalla catena montuosa dell’Atakora. Tutti questi rapporti sono favoriti da una fitta rete di strade e sentieri che attraversano il territorio.

## Struttura sociale e demografica
Piccolo villaggio di appena 479 anime al censimento coloniale del 25 luglio 1932, Badou ha conosciuto una forte progressione demografica fino al 1960, raggiungendo 6 500 abitanti, poi costretta a un netto rallentamento a causa della crisi della produzione del cacao, crisi legata al calo della produzione dovuto a sua volta all'invecchiamento delle piantagioni, all'attacco del "marciume bruno" e al calo del prezzo del petrolio. Con un tasso di crescita demografica di 1,9% tra i due censimenti di 1970 e die 1981, Badou aveva 8000 abitanti nel 1981 e 11 000 nel 1997 (secondo la direzione della statistica).
Dall’introduzione della produzione del cacao nella pianura del Litimè, tutta la regione è stata soggetta a un costante e massiccio afflusso di immigranti richiamati dalle opportunità che offerte dall’economia delle piantagioni. Il risultato di questo insediamento intenso e disordinato è una struttura sociale complessa, attraversata da numerose divisioni, una delle principali basata sulle origini etniche. Così nel 1981 quattro gruppi costituivano la maggioranza della popolazione del centro:
- Le comunità musulmane originarie del Centro-Nord del Togo, soprattutto i Kotokoli (27% della popolazione del centro), in gran parte specializzati nel commercio. Si tratta di un gruppo etnico sovra rappresentato nella pianura del Litimè della quale fa parte la citta di Badou (un quarto dei gruppi etnici musulmani togolesi della prefettura vive a Badou, mentre la cittadina rappresenta l'8% della popolazione del distretto). A questo gruppo si possono aggregare i 300 nigerini e gli Hausa, anch'essi sovra rappresentati al centro, e in fine i beninesi (originari del Benin) che hanno affinità con queste comunità, a livello religioso, professionale e residenziale. Queste diverse popolazioni costituiscono la maggioranza dei 3.300 abitanti del Zongo di Badou, ovvero il 44% della sua popolazione nel 1981.
- Gli Akposso, la popolazione autoctona della regione, con quasi 1.700 individui, rappresentano poco più del 20% degli abitanti. Va notato che gli indigeni Akposso e Akébou sono molto sottorappresentati nella loro capitale amministrativa. Vivono in tutti i quartieri, tranne che nel Zongo (quartiere musulmano), ma costituiscono la quasi totalità dei 1.300 abitanti di Badou Djigbé, l'unico quartiere a predominanza femminile.
- I Cittadini del sud del Paese: gli Ewe (popolazione del Togo e Ghana locutori della lingua ewe), i Fon, gli Ouatchi e i Mina costituiscono il 22% della popolazione con 1.750 individui, di cui 1.500 solo per il gruppo Ewe. I contrasti professionali sono molto importanti all’interno di questa comunità diffusa nei diversi quartieri non musulmani e non indigeni della città.
- Cittadini delle regioni settentrionali densamente popolate: i Kabye e i Losso. Con circa 1.000 individui e il 13% della popolazione, si tratta di un gruppo importante, ma piuttosto minoritario, maggiormente rappresentato nell'ambiente rurale regionale.

## Economie
La città di Badou “capitale di un’enclave pionieristica di confine”, ha intensi e stretti legami con tutta la pianura del Litimè la cui economia è basata sul cacao. La pianura del Litimè e il suo centro principale, Badou, a lungo affacciato sulla Gold Coast, l'attuale Ghana, hanno sempre vissuto al ritmo dell'evoluzione dell'economia del cacao. Il fatto di essere situato all'interno della pianura di Litimè, nel bacino del Volta, ai piedi del margine occidentale dell'altopiano dell’Akposso, gli ha permesso di funzionare dapprima come base di partenza per un fronte pionieristico del cacao fin dall'introduzione del cacao nella pianura dai tedeschi, per poi diventare il luogo centrale di una regione isolata ma strategica, come sbocco sulle piantagioni di cacao del Ghana.
Badou è stata da sempre il punto di riferimento per lo sfruttamento del cacao con l'83% del territorio sfruttato per l’economia delle piantagioni. La raccolta avviene all'inizio di novembre e Badou diventa allora il centro di un'attività febbrile. I contadini arrivano in città con i loro prodotti agricoli e da lì, grandi camion partono dalla pianura del Litimè, carichi di caffè e cacao in direzione della capitale, Lomé, dove i carichi saranno poi trasbordati sui navi al porto di Lomé e pronti a partire in destinazione dei paesi occidentali.